# Илор

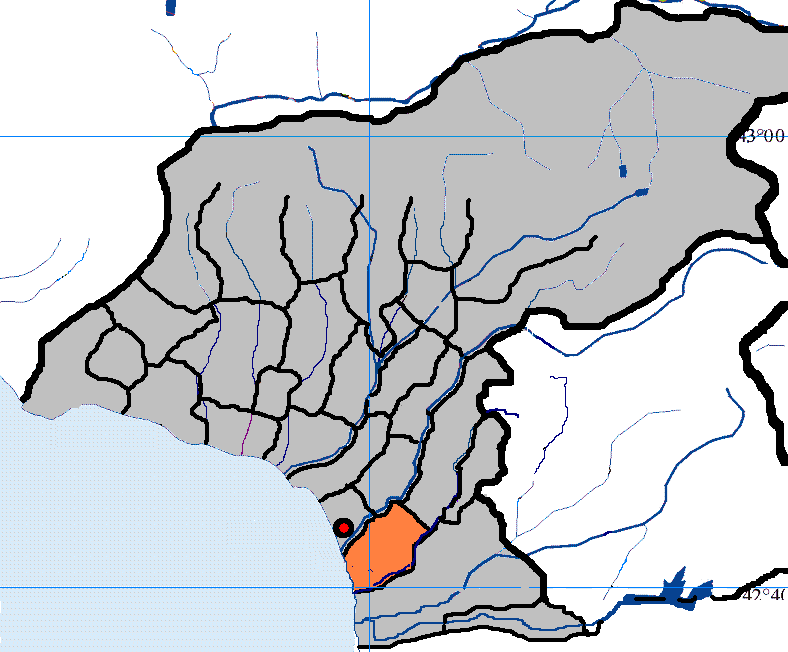
Расположение села Илор

Илор (абх. Елыр, груз. ილორი) (до 1992 года официально называлось Илори) — село в Абхазии, в Очамчырском районе частично признанной Республики Абхазия, согласно административному делению Грузии — в Очамчирском муниципалитете Абхазской Автономной Республики. Расположено в равнинной полосе на побережье Чёрного моря, с востока примыкает к райцентру — городу Очамчире. В административном отношении село представляет собой административный центр Илорской сельской администрации (абх. Елыр ақыҭа ахадара), в прошлом Илорский сельсовет.

## Границы
На севере сельская администрация (с/а) Илор граничит с городом Очамчира по реке Галидзга, на севере — с с/а (селом) Баслаху; на северо-востоке — с с/а (селом) Пакуаш (включая бывшую с/а Охурей); на юге и юго-востоке — с с/а (селом) Ачгуара (включая бывшую с/а Гудава), на юго-западе территория Илора выходит к черноморскому побережью.

## Население
Население Илорского сельсовета по данным переписи 1989 года составляло 2099 человек, по данным переписи 2011 года население сельской администрации Илор составило 134 человека, в основном абхазы и грузины, а также русские.
| Год переписи | Число жителей | Этнический состав                             |
| ------------ | ------------- | --------------------------------------------- |
| 1886         | 644           | самурзаканцы 98,4 %; грузины 1,6 %            |
| 1926         | 1871          | абхазы 53,1 %; грузины 44,1 %; турки 1,6 %    |
| 1959         | 1275          | грузины (нет точных данных)                   |
| 1989         | 2099          | грузины (нет точных данных)                   |
| 2011         | 134           | абхазы 46,3 %, грузины 35,1 %, русские 16,4 % |

По данным переписи населения 1886 года в селении Илор проживало православных христиан — 1120 человек, мусульман-суннитов — 6 человек. По сословному делению в Илоре имелось 2 князя, 136 дворян, 6 представителей православного духовенства и 982 крестьянина. Представителей «городских» сословий в Илоре не проживало.
В XIX веке переписи населения учитывают жителей Илора как этнических «самурзаканцев», хотя село территориально не относилось к Самурзаканскому участку. По данным переписи 1926 года более половины жителей села записались абхазами, остальные — грузинами. В то же время только 5,6 % жителей села назвали родным языком абхазский, тогда как 91,1 % в качестве родного указали мегрельский язык. В дальнейшем практически все жители Илора записывались грузинами. После грузино-абхазской войны 1992—1993 село практически обезлюдело. В настоящее время население Илора крайне немногочисленно.

## История
В селе находится Илорская церковь зального типа, построенная в XI веке. В период турецкого господства церковь была сожжена. В середине XIX века её отремонтировали и покрыли железом. Кроме того, место, где расположена православная церковь, почитаемо традиционной религией абхазов. Здесь расположено одно из семи святилищ Абхазии — Елыр-ныха.
В период грузино-абхазской войны Илор находился под контролем грузинского правительства.
Село Илор исторически подразделяется на 5 посёлков (абх. аҳабла):
- Ахури Ахабла
- Илор-Агу (собственно Илор)
- Елылырха (Зени)
- Дзыдаху (Суки)
- Нагуалоу